# أليكس هاوك
أليكس هاوك هو سياسي أسترالي، ولد في 9 يوليو 1977 في ولونغونغ في أستراليا. نشط حزبياً في الحزب الليبرالي الأسترالي. وقد انتخب عضو مجلس النواب الأسترالي ‏ عن دائرة Division of Mitchell ‏ وقد انضم خلال فترته النيابية (24 نوفمبر 2007 – ) للكتلة البرلمانية كتلة الائتلاف ‏.